# Таманская армия (РККА)

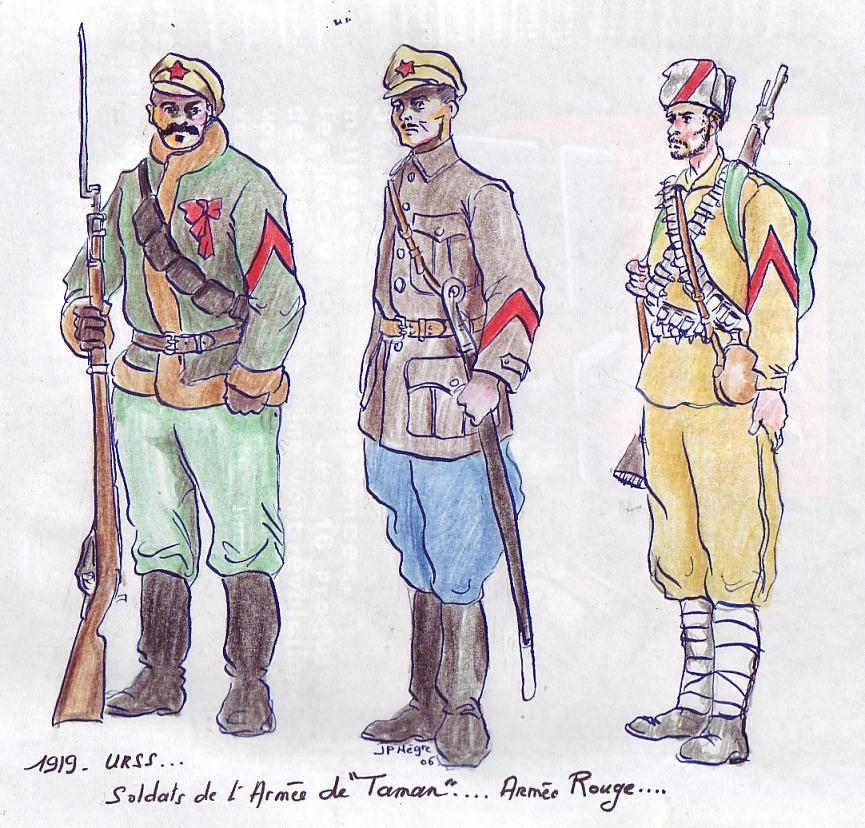
Форма одежды бойцов и командиров Таманской армии, РККА времён Гражданской войны, 1919 год

Тама́нская а́рмия — объединение Красной армии, действовавшее на юге России в период Гражданской войны. Существовала с 27 августа 1918 года по февраль 1919 года. Имя дано по первоначальному месту дислокации на Таманском полуострове.

## Формирование
Таманская армия (численность в момент образования 30 000 человек - около 27 тыс. шт., 3,5 тыс. саб. и 15 орудий) была сформирована 27 августа в Геленджике в составе 3-х колонн, сражавшихся ранее на Таманском полуострове против белогвардейцев и немецких интервентов и оказавшихся отрезанными после оставления советскими войсками 16 августа Екатеринодара. Армия должна была пробиваться вдоль Черноморского побережья через Туапсе на соединение с основными силами РККА.
В состав этих войск входили: 1-я левая колонна соединенных войск на Гривенском участке под командованием Е.И. Ковтюха, созданная 13 августа в станице Новониколаевской из 1-го Советского полка; Славянский и Анастасьевский батальоны, Полтавский батальон 1-го Северо-Кубанского полка (всего около 7,5 тыс. шт., 500 саб., 22 пулемета и 2 орудия), Кубано-Черноморский полк под командованием И.Я. Сафонова, 4-й Днепровский полк под командованием И.И. Матвеева и другие незначительные по численности отряды.
Все эти части под напором белых были вынуждены отступить к станице Верхнебаканской (Тоннельной), где 25 августа на совещании комсостава было принято решение образовать ещё две колонны, объединив мелкие части вокруг Кубано-Черноморского и 4-го Днепровского полков. Командующим 2-й колонны стал Сафонов, а 3-й — Матвеев.
Командармом был избран бывший матрос И. И. Матвеев, его заместитель командир 1-й колонны Е. И. Ковтюх (бывший офицер царской армии в чине штабс-капитана), начальник штаба Г. Н. Батурин, политкомиссаром Н. К. Кича, военным комиссаром при штабе армии А.Ф. Кацура. В Таманскую армию вошли также рабочие Новороссийска и матросы потопленных в июне 1918 года кораблей Черноморского флота.

## Поход 1918 года
Поход советских войск с Таманского полуострова проходил через Туапсе на соединение с главными силами Красной армии Северного Кавказа в августе — сентябре 1918 года.
За армией двигалась 25-тысячная масса беженцев, что крайне затрудняло её действия. Поход проходил в сложной боевой обстановке: 1-я колонна шла в авангарде, очищая путь от войск меньшевистской Грузии; 2-я колонна отбивала нападения белоказаков из горных ущелий; 3-я колонна вела арьергардные бои с деникинцами; испытывалась острая нужда в боеприпасах, продовольствии и медикаментах. 28 августа 1-я колонна заняла Архипо-Осиповку, а 1 сентября — Туапсе, разгромив грузинскую пехотную дивизию и захватив 16 орудий, 10 пулемётов и значительное количество боеприпасов. 2 сентября 1-я колонна выступила из Туапсе через отроги Главного Кавказского хребта на Хадыженскую. Отразив атаки белогвардейских частей генерала В. Л. Покровского в районе Хадыженской и Пшехской, части 1-й колонны 12 сентября освободили Белореченскую. 14 сентября после подхода 2-й и 3-й колонн таманцы прорвали оборону белых севернее Белореченской и 18 сентября в Дондуковской соединились с главными силами Красной армии Северного Кавказа, включившись в её борьбу с деникинцами. 26 сентября 1-я колонна захватила Армавир.

## Дальнейшая история
После соединения с главными силами Красной армии командарм Таманской армии И. И. Матвеев был смещен с должности и по инициативе И.Сорокина 8 октября 1918 года расстрелян по приговору военного трибунала в Пятигорске. Командующим армией приказом РВС 11-й армии был назначен Е. И. Ковтюх.
В дальнейшем колонны армии были реорганизованы в две пехотные дивизии, три кавалерийских полка и одну артиллерийскую бригаду.
В октябре — ноябре 1918 года Таманская армия вела упорные бои в районе Ставрополя. Ночью 29 октября Таманская армия одержала победу над дивизией Дроздовского, защищавшего Ставрополь, и на следующий день полностью освободила город. 14 ноября Таманской армии пришлось сдать Ставрополь окружившей город дивизии Дроздовского и прорываться из окружения.
3 декабря 1918 года Таманская армия была награждена Почётным Красным знаменем ВЦИК РСФСР. В декабре её остатки были реорганизованы в 3-ю Таманскую стрелковую дивизию, которая в январе — феврале 1919 года под натиском превосходящих сил противника отошла в район Астрахани и была расформирована.
В начале сентября 1919 года Ковтюх сделал доклад РВСР о боевом пути Таманской армии и ходатайствовал о воссоздании её из уцелевших частей для похода на Кубань. РВСР согласился на предложение Ковтюха и дал разрешение на формирование 48-й стрелковой (Таманской) дивизии с последующим развертыванием её в армию. Несмотря на призыв начдива 48 Ковтюха к бывшим бойцам и командирам Советско-Таманской армии прибыть на сборный пункт, через 1,5 мес. удалось собрать только 3 тыс. чел. Как следствие этого, 25 ноября приказом войскам Юго-Восточного фронта 48-я стрелковая дивизия была влита в 50-ю (сформирована в июле 1919 г.), которая получила название 50-й Таманской стрелковой дивизии. Под командованием Ковтюха она участвовала в боевых операциях в конце 1919-го — начале 1920 гг. Приказом войскам Кавказского фронта за № 613 от 26 апреля 1920 г. 50-я стрелковая дивизия была влита в 34-ю стрелковую дивизию.